# Christianshavn
Christianshavn er et kvarter i København og en del af bydelen Indre By med ca. 10.000 indbyggere (2006). Den er afgrænset mod syd og øst af et voldanlæg med 12 bastioner og en voldgrav, Stadsgraven – anlagt i 1692 – samt mod Indre By af inderhavnen. Arsenaløen, Holmen og Nyholm mod nord hører tillige til bydelen.
Christianshavn er forbundet med Sjælland med Langebro og Knippelsbro; ved Langebro, over den gamle ravelin, hvor Amagerport oprindelig lå, og mod nord over Krudtløbsvej og Refshalevej. Ydermere er der to mindre gangbroer, Dyssebroen ved Christiania og en unavngiven bro ved Panterens Bastion.

## Historie
Geografisk set er Christianshavn oprindeligt opfyld på nogle sandbanker på Amagers naturlige nordkyst, men i dag en regulær halvø. Bydelen blev grundlagt som en fæstningsby af Christian 4. i 1618. Københavns havnefront lå ret ubeskyttet til mod søen. For at sikre området og udvide byens areal, gik Christian 4. i gang med sit største projekt, inspireret af Amsterdams kanaler: En helt ny by på sandbankerne mellem København og Amager. Han vragede en byplan med et stjerneformet gadenet ud fra et torv, og lancerede i stedet en byplan i skakbrætmønster. Torvet beholdt han, men der blev kun én kanal
Langs kanalen blev den nye by opdelt i byen neden vandet (nederbyen nærmest København) og oven vandet (overbyen nærmest Amager). Navnene lever videre i de to "overgader", hvor forleddet er nederlandsk oever eller nedertysk over (flodbred, strandbred, kaj). (Ordet hedder på højtysk Ufer, men formen over er ikke hentet fra højtysk).
På det dengang lavvandede og sumpede område på Amagersiden over for Slotsholmen lod Christian 4. i 1617 påbegynde anlæggelsen af en ny by. Den var først tænkt som hjemsted for nederlandske immigranter, dernæst som garnisons- eller bådsmandsby, men endte med at blive en almindelig købmands- og håndværkerby. Den blev anlagt i årene efter 1618 af den frisiske/nederlandske ingeniør og arkitekt Johan Semp og forbundet med København med Knippelsbro. Store grunde blev afstukket, og torv, kanal og gader blev anlagt efter en retvinklet, symmetrisk byplan og blev omgivet af grave og volde med bastioner; alt efter nederlandsk forbillede. Der gik dog mange årtier, før byen, der 1639-74 havde egne privilegier og eget bystyre, for alvor blev udbygget.
Christianshavn var oprindelig en selvstændig købstad, som i 1675 blev indlemmet i København. Endnu i lang tid blev den opfattet som en by for sig. Vejen fra København over Højbro, Slotsholmen, den smalle opfyldning langs Børskajen og Knippelsbro (oprindelig kaldt Amager Bro eller Lange Bro) må have syntes længere end i dag. I Heibergs vaudeville Aprilsnarrene fra 1826 udtaler den nysgerrige lærerinde frøken Trumfmeier: "Jeg hørte det paa Christianshavn; det er utroligt hvad Folk der ere vel underrettede. De veed hvad som foregaaer her i Byen, meget bedre end vi selv".. I samme skuespil siger frugthandlersken madam Rar: "... for der skal endnu være flere Mennesker i den ene By [dvs. i London] end i Kjøbenhavn og Christianshavn tilsammen." Det fremgår ikke helt tydeligt om opfattelsen af Christianshavn som selvstændig by stadig var gængs, eller om replikkerne skal virke naive.
Fra Københavns belejring 1659 og indtil 1675 havde fæstningsbyen i perioder sin egen kommandant:
| Navn                          | Periode                            |
| ----------------------------- | ---------------------------------- |
| Ernst Leberecht               | 20. november 1659 – 18. april 1661 |
| Touissant Colombe de Beaufort | 18. april 1661 – 1661              |
| Adam Trester                  | 1661 – 1664                        |
| Didrik Busk                   | 1671 – 1675                        |

Efter 1815 blev bydelens karakter af fattigkvarter stadig tydeligere, og selvom Burmeister & Wains skibsværft og moderne masseproduktion kom til i 1800-tallet, forblev bydelen et af hovedstadens fattigste kvarterer (det "fjerde brokvarter", også kaldet "det glemte brokvarter") med udpræget slumbebyggelse.
I bladet Politivennen blev der ofte klaget over bydelen, der var plaget af mange ulemper: Dårlig infrastruktur i form af to smalle broer, natrenovationen fra hele byen skulle ud til Amagerport, begrænsede indkøbsmuligheder, og så lugtede det fra trankogeriet (ved Grønlandske Handels Plads), natrenovationskulen ved Amagerport (omtrent hvor Christmas Møllers Plads er i dag) og fra det stillestående vand i voldgravene.
Københavns Kommunes omfattende saneringsprogrammer fra 1920'erne truede med helt at udslette det gamle Christianshavn, men bevaringsplaner har fra 1970'erne sikret den arrede bydels værdifulde bygningsmasse mod yderligere nedrivning. Christianshavn fortsatte gennem 1990'erne sin omdannelse fra industriområde og arbejderkvarter til attraktivt boligkvarter. På Holmen bygges eksklusive boliger,
På den gamle B&W Motor-grund ved Christianshavns Kanal er der bygget nye lejlighedskomplekser. Mod havneløbet står en kontorbygning, populært kaldet Ørkenfortet, tegnet af arkitekt Palle Suenson. Bygningen var opført som administrationsbygning for B&W, efter deres konkurs overtogs bygningen af Unibank (i dag Nordea) , og efter finanskrisen valgte banken at sælge bygningen og fra 2021 huser det Hotel NH Collection Copenhagen.
På Langebrogade lige bag ved Daniscos gamle sukkerfabrik ligger en nyere kontorbygning. Mange af elementerne i kontorbygningen på Langebrogade 5 er designet specielt til huset af arkitekt Arne Jacobsen.
I 2002 åbnede 1. etape af Københavns metro, og Christianshavns Torv fik øget betydning som trafikknudepunkt.

## Seværdigheder
- Vor Frelsers Kirke
- Christians Kirke
- Operaen på Holmen
- Overgaden. Institut for Samtidskunst
- Kanonbådshusene
- Christiania
- Bank- og Sparekassemuseet

## Populært i medierne
TV serien Huset på Christianshavn foregår i Amagergade på Christianshavn. Også det landskendte rockband Gasolin' havde sit udspring her i 1970'erne.